# Serafín: la película
Serafín: La película, es una película mexicana de animación en imagen real de «comedia de acción y aventuras» de 2001, secuela de la telenovela de Televisa, Serafín, producida por José Alberto Castro en 1999. Fue escrita por Xavier Robles y dirigida por René Cardona III, y fue producida por Coyoacán Films en asociación con Videocine Producción y Warner Bros. Pictures de Estados Unidos. Técnicamente, es la primera película de animación, híbrida con imágenes reales, producida en México desde 1988, tras un periodo de diecisiete años en el que se produjo una recesión en la industria de la animación mexicana, especialmente en su rama cinematográfica, si bien, el largometraje Magos y Gigantes (2003), es considerado como el primero que inauguró la «era moderna» de la animación en México. Asimismo, junto a Magos y Gigantes, es la primera cinta de animación por computadora producida en el país.
Protagonizada por María Fernanda Morales como la voz de Serafín y por Enrique Rocha y Nayeli Dainzú en calidad de antagonistas, sigue la aventura que un ángel de la guarda, llamado Serafín, en compañía de un grupo de niños, emprende para derrotar, una vez más, al villano Lucio, quien en esta ocasión es ayudado por su pareja Flama. El resto del reparto principal está compuesto por los actores Jordi Landeta, Sherlyn, Yurem Rojas, José Roberto Lozano, Roberto Navarro, Miguel Galván y Julio Vega, quienes encarnan a los personajes humanos, mientras que Pedro Armendáriz Jr., Consuelo Duval, Germán Robles, Polo Ortín, Jorge van Rankin, Horacio Villalobos y Evita Muñoz «Chachita», interpretan a los personajes animados.
El trabajo de animación por computadora y efectos visuales fue realizado por el estudio Dessinn's Post-Producción, con un equipo integrado por cinco animadores y dos técnicos de renderización, supervisados por Fernando de Brasdefer y Ricardo Martínez. Alberto Lee, por su parte, se ocupó como director de fotografía, contando con la asistencia de Constantino Jiménez. Jorge Reyes compuso la música cinematográfica, con arreglos adicionales provistos por Pablo Arellano, y contando con tres temas originales interpretados por Litzy.
Serafín: la película fue estrenada en el Teatro Metropólitan de la Ciudad de México el 8 de julio de 2001, lanzándose comercialmente en México el 13 de julio de 2001, con un aproximado de 420 copias distribuidas por Warner Bros. Pictures, a través de Videocine Distribución como subdistribuidora, y bajo la marca Warner Bros. Family Entertainment. Recibió una alta recaudación en taquilla.

## Sinopsis
Serafín, es la historia de un pequeño y bondadoso ángel de la guarda que protege a un grupo de niños llamado "la pandilla". Juntos emprenderán un lado aventurero de extraños personajes y se enfrentarán al malvado Lucio, quien ahora está acompañado por su novia llamada Flama.

## Reparto
- Enrique Rocha como Lucio
- María Fernanda Morales como Serafín (voz)
- Jordi Landeta como Pepe Salgado
- Sherlyn como Elisa León
- Yurem Rojas como Cachito
- José Roberto Lozano como Eddy
- Roberto Navarro como Tomás
- Miguel Galván como Roque
- Julio Vega como Aníbal
- Pedro Armendáriz Jr. como  Pensador (voz)
- Nayeli Dainzú como Flama
- Consuelo Duval como Lindaflor (voz)
- Germán Robles como Don Baúl (voz)
- Polo Ortín como Tacho (voz)
- Jorge Van Rankin como Pomín (voz)
- Horacio Villalobos como Hongo #2
- Evita Muñoz "Chachita" como Coco (voz)